# 슈무엘 요세프 아그논
슈무엘 요세프 아그논(히브리어: שמואל יוסף עגנון, Shmuel Yosef Agnon, 1888년 ~ 1970년)은 이스라엘의 소설가이다.

## 생애
오스트리아-헝가리의 지배하에 있던 우크라이나 테르노필주 부차치 출생으로 본명은 슈무엘 요제프 차치케스(폴란드어: Szmuel Josef Czaczkes)이다. 1907년 팔레스타인에서 《버림받은 아내들》을 발표하여 소설가로서의 지위를 굳혔다. 그의 소설은 히브리어로 모순덩어리의 세계를 날카롭게 표현했는데, 번역하기가 힘든 점이 있으나, 이미 많은 외국어로 번역되어 세계 여러 나라에서 읽히고 있다. 특히 유대 사람의 생활을 주제로 한 깊은 예술의 정신을 표현하여, 1966년에 넬리 작스와 함께 노벨 문학상을 받았다. 대표작으로 《신랑을 구함》, 《두려움의 날》, 《바다 한복판에서》 등이 있다.